# Зоологическа градина, Ереван
Зоологическата градина в Ереван (на арменски: Երևանի կենդաբանական այգի) е най-голямата зоологическа градина в Армения. Създадена е през 1940 г. Има площ от 35 хектара.

## Животни
В зоологическата градина живеят 2749 животни от 204 вида. Представители на фауната на Армения и Южен Кавказ са кафява мечка, арменски муфлон, черен лешояд и отровни змии. Отглеждат се и видове от други части на света – лъв, тигър, хиена, азиатски слон.

## Опазване
Зоологическата градина работи съвместно с Фондацията за опазване на дивата природа и културното наследство, която управлява резервата Хосров. В него се опазват животински и растителни видове, застрашени от бракониерство, незаконна сеч и паша на домашни животни. Резервата се използва за адаптиране на животни и реинтродукция на защитени животински видове.

## Образование
През 2012 г. в сътрудничество с Фондацията за опазване на дивата природа и културното наследство, община Ереван и зоопарка „Артис“ в Амстердам, се предвижда откриване на образователен център за ученици, в който да се запознават със значението на биоразообразието на Армения и света.
През 2015 г. е завършен първият етап от реконструкцията и модернизирането на зоологическата градина и нейното разширяване до около 50 ha. Вторият етап е предвиден да завърши през 2017 г.